# 영국령 서플로리다

그레이트브리튼의 국기

영국령 서플로리다(Dominion of British West Florida)은 2005년 실제 역사적 사건의 별난 해석을 통해 설립되었고 미국의 걸프 코스트에 기반을 둔 분리주의자의 마이크로네이션이다. 18세기 웨스트플로리다의 식민지로 주장하고 있다.